# نيكيتا ستانيسكو
نيكيتا ستانيسكو (بالرومانية: Nichita Stănescu، واللفظ [niˈkita stəˈnesku]) هو شاعر روماني ولد في 31 مارس 1933، وتوفي في 13 ديسمبر 1983، من أهم شعراء رومانيا في النصف الثاني من القرن العشرين.

## سيرته
ولد في بلويشت لأبوين هما نيكولاي ستانسيكو وتاتيانا تشيريتشوتشينا (أصلها من فورونيج). أتم الثانوية في مدينته ثم درس اللغة والآداب الرومانية في بوخارست وتخرج في سنة 1957. صدرت أول مجموعة شعرية له، Sensul iubirii (معنى الحب) في سنة 1960، وصدر له بعدها أكثر من 15 مجموعة شعرية.
حصل على عدد من الجوائز الشعرية، منها جائزة هيردر في سنة 1975 والإكليل الذهبي في سنة 1982، كما ترشح لجائزة نوبل في سنة 1980.
توفي في بوخارست في سنة 1983 نتيجة التهاب الكبد.

## مجموعاته الشعرية
- 1960 - معنى الحب (Sensul iubirii)
- 1964 - رؤية العواطف (O viziune a sentimentelor)
- 1965 - الحق في الوقت (Dreptul la timp)
- 1966 - إحدى عشرة قصيدة تأملية (11 elegii)
- 1967
  - ألفا (Alfa)
  - الشاقول الأحمر (Roşu vertical)
  - البيضة والكرة (Oul şi sfera)
- 1968 - مديح بطليموس (Laus Ptolomaei)
- 1969
  - لاكلمات (Necuvintele)
  - أرض اسمها رومانيا (Un pământ numit România)
- 1970 - بالأسلوب الكلاسيكي الحلو (În dulcele stil clasic)
- 1971 - بلغراد في خمسة أصدقاء (Belgradul în cinci prieteni)
- 1972 - عظمة البرد (Măreţia frigului)
- 1978 - الملحمة العظيمة (Epica Magna)
- 1979 - المؤلفات غير التامة (Opere imperfecte)
- 1982
  - العقد والعلامات (Noduri şi semne)
  - العظام الباكية (Oase plângând).